# Ribeirão das Abóboras
Der Ribeirão das Abóboras ist ein etwa 17 km langer linker Nebenfluss des Rio Tibaji im Norden des brasilianischen Bundesstaats Paraná.

## Etymologie und Geschichte
Abóboras sind auf Deutsch Kürbisse. Der Name bedeutet somit Kürbisfluss.

## Geografie

### Lage
Das Einzugsgebiet des Ribeirão das Abóboras befindet sich auf dem Terceiro Planalto Paranaense (Dritte oder Guarapuava-Hochebene von Paraná).

### Verlauf
Sein Quellgebiet liegt im Norden des Munizips Londrina auf 555 m Meereshöhe knapp 2 km nördlich des Flugplatzes Aeroporto 14 bis in der Nähe der PR-545.
Der Fluss verläuft in östlicher Richtung. Nach ungefähr 0,5 km erreicht er das Munizip Ibiporã. Er mündet auf 328 m Höhe von links in den Rio Tibaji. Er ist etwa 17 km lang.

### Munizipien im Einzugsgebiet
Am Ribeirão das Abóboras liegen die zwei Munizipien Londrina und Ibiporã.